# The Branded Woman
The Branded Woman è un film muto del 1920 diretto da Albert Parker.

## Trama
Il giudice Whitlock alleva la nipote Ruth Sawyer cresciuta ignara della vera professione della madre che è la tenutaria di una casa da gioco ed è all'indice dalla buona società. Quando Ruth ormai è adulta, sua madre la porta con sé nella bisca, ma il giudice salva la ragazza e parte con lei per Parigi. A bordo del piroscafo, Ruth conosce e si innamora di Douglas Courtenay, un diplomatico. I due si sposano e vanno a vivere a Parigi, dove hanno un figlio.
Tre anni dopo, compare però Velvet Craft, il socio di sua madre, che ricatta Ruth, minacciandola di svelare il suo passato al marito che potrebbe avere la carriera spezzata. Per pagare il silenzio di Craft, Ruth vende i suoi gioielli. Ma Douglas sospetta che lei possa avere una relazione illecita. Ruth, allora, cerca rifugio dal nonno. Il marito, che l'ha seguita, viene così a sapere la sua storia: l'uomo chiede perdono alla moglie innocente e si riconcilia con lei.

## Produzione
Il film fu prodotto dalla Norma Talmadge Film Corporation.

## Distribuzione
Distribuito dalla First National Exhibitors' Circuit, il film - presentato da Joseph M. Schenck - uscì nelle sale cinematografiche USA il 5 settembre 1920. In Finlandia, venne distribuito il 19 settembre 1921 e in Portogallo uscì il 19 dicembre 1924 con il titolo A Mulher Marcada.
Copia della pellicola viene conservata negli archivi della Library of Congress in positivo 35 mm.